# Staatlich Bad Meinberger
Die Staatlich Bad Meinberger Mineralbrunnen GmbH & Co. KG ist ein deutsches mittelständisches Unternehmen der Mineralwasser- und Getränkeindustrie aus Horn-Bad Meinberg, Kreis Lippe in Nordrhein-Westfalen. Das Unternehmen wurde 1971 gegründet und befindet sich seit der Selbstständigkeit 1990 in Familienbesitz und beschäftigt rund 100 Mitarbeiter. Im Geschäftsjahr 2011 erzielte der Mineralbrunnen einen Absatz in Höhe von 727.000 hl. Die Getränke werden in PET- und Glas-Mehrweg-Flaschen vertrieben. Insgesamt umfasst das Sortiment aktuell einige verschiedene Produkte, die in jeweils verschiedenen Flaschentypen und -inhalten angeboten werden.

## Inhaltsstoffe
Das Bad Meinberger Mineralwasser ist natriumarm, magnesiumhaltig und mit 328 mg/l reich an Calcium.
Kationen:	
Calcium: 	328 mg/l
Magnesium: 	69,9 mg/l
Natrium: 	19,9 mg/l
Kalium: 	2,4 mg/l
Anionen: 	
Chlorid: 	13 mg/l
Fluorid: 	0,23 mg/l
Sulfat: 	868 mg/l
Hydrogencarbonat: 287 mg/l

## Verbreitung
Das Distributionsgebiet erstreckt sich über ganz Nordrhein-Westfalen, Süd-Niedersachsen und Nordhessen in einem Aktionsradius von ca. 250 km.